# Agrostis vaginita
Agrostis vaginita é uma espécie de gramínea do gênero Agrostis, pertencente à família Poaceae.